# Лаплас (Луїзіана)
Лаплас (англ. LaPlace) — переписна місцевість (CDP) в США, в окрузі Сент-Джон-Баптист штату Луїзіана. Населення — 28 841 особа (2020).
Місцевість розташована вздовж східного берега річки Міссісіпі, у Новому Орлеані столичної області.
Ла-Плас є південним кінцем міждержавної системи автомобільних доріг Interstate 55, де він приєднується до Interstate 10 та US 51, там же закінчується розв'язка US 61. Місцевість знаходиться в 25 милях (40 км) на захід від Нового Орлеана.

## Історія

### Доєвропейський період
Народ Читімаха (англ. The Chitimacha) жив в регіоні до приходу європейських колоністів. Землі племені колись охоплювали весь Басейн Атчафалайа, на захід від Лафейетта, на південь від Мексиканської затоки і на схід до Нового Орлеана. Плем'я Читімаха на даний час проживає на території парафії Сент-Мері.

### Європейська колонізація
Сучасний Ла-Плас був заселений німецькими іммігрантами на початку XVIII століття під час французького колоніального періоду в Луїзіані, як частина великого поселення на березі Міссісіпі під назвою Карлштейн. Карлштейн був одним з чотирьох населених пунктів, відомих під назвою «Німецьке узбережжя» (фр. La Côte des Allemands), з 1721 року населений німецькомовними іммігрантами. Французи та акадійці одружилися з німцями, і ця місцевість стала відома як Бонне Карре (англ. square bonnet).

### Повстання рабів в 1811
Керівництво Andry побудувало лісові плантації в 1793 році і вирощувало цукрову тростину. Урожай був прибутковим, якби використовувалися жорстокі методи, як це було прийнято в Гаїті (і призвело до успішного повстання рабів там). На початку січня 1811 раби на плантаціях здійснили спробу повстання на німецькому узбережжі. Група з 200—500 рабів, озброєних гарматами, сокирами і ножами з тростини, вирушили з Ла-Пласу, щоб завоювати Новий Орлеан і отримати свободу для себе та інших. Місцеві білі «міліційні» люди розгромили повстання протягом трьох днів, і майже 100 рабів були або вбиті в бою, забиті шляхом переслідування міліції, або страчені після судових розглядів трибуналами плантаторів. Хоча більше рабів, можливо, брали участь у повстанні чорних семінолів в 1836 році і в усій Другій семінольскій війні, зараз це вважається найбільшим повстанням рабів.

### Події після громадянської війни
У 1879 році фармацевт, плантатор та постачальник патентної медицини Василь ЛаПлас прибув з Нового Орлеана і створив велику плантацію в Бонне Карре. У 1883 році він дозволив Новому Орлеану та залізниці Батон-Руж використовувати його землю. Поселення залізничного депо було названо на честь ЛаПласа, а потім поштове відділення, а згодом і саме місто.
У 1920-х роках Woodland Plantation була придбана родиною Монтегут.

### Погодні події
У період між 1850 і 1883 роками дамба на східному березі Міссісіпі кілька разів проривала. У 1850 році потік створив Bonnet Carré Crevasse, прорив дамби шириною понад милю. Кілька серйозних паводків загострили цим проблему повеней біля Ла-Пласу, і один призвів до серйозного затоплення Нового Орлеана в 1871 році. Наслідки були виправлені лише в 1883 році.
У 2012 році близько 5 тис. будинків були пошкоджені повінню в Ла-Пласі під час урагану Ісаак.
У лютому 2016 i знову в березні, кілька торнадо зруйнували судно в Ла-Пласі, завдавши шкоди сотням будівель та знищивши пляжі.

## Географія
Лаплас розташований за координатами 30°4′26″ пн. ш. 90°28′31″ зх. д. / 30.07389° пн. ш. 90.47528° зх. д. (30.073843, -90.475304). За даними Бюро перепису населення США в 2010 році переписна місцевість мала площу 57,94 км², з яких 54,88 км² — суходіл та 3,06 км² — водойми.

## Демографія
Згідно з переписом 2010 року, у переписній місцевості мешкали 29 872 особи в 10 332 домогосподарствах у складі 7985 родин. Густота населення становила 516 осіб/км². Було 11159 помешкань (193/км²).
Расовий склад населення:
| - 47,9 % — чорних або афроамериканців - 47,0 % — білих - 1,0 % — азіатів - 0,4 % — корінних американців - 0,1 % — вихідців з тихоокеанських островів - 2,0 % — осіб інших рас |

До двох чи більше рас належало 1,7 %. Частка іспаномовних становила 6,1 % від усіх жителів.
За віковим діапазоном населення розподілялося таким чином: 27,2 % — особи молодші 18 років, 63,8 % — особи у віці 18—64 років, 9,0 % — особи у віці 65 років та старші. Медіана віку мешканця становила 35,4 року. На 100 осіб жіночої статі у переписній місцевості припадало 95,3 чоловіків; на 100 жінок у віці від 18 років та старших — 92,5 чоловіків також старших 18 років.
Середній дохід на одне домашнє господарство становив 68 097 доларів США (медіана — 55 286), а середній дохід на одну сім'ю — 73 806 доларів (медіана — 61 821). Медіана доходів становила 52 922 долари для чоловіків та 35 218 доларів для жінок. За межею бідності перебувало 15,0 % осіб, у тому числі 20,6 % дітей у віці до 18 років та 14,4 % осіб у віці 65 років та старших.
Цивільне працевлаштоване населення становило 13 547 осіб. Основні галузі зайнятості: освіта, охорона здоров'я та соціальна допомога — 24,1 %, виробництво — 13,2 %, роздрібна торгівля — 11,5 %, мистецтво, розваги та відпочинок — 11,0 %.

## Промисловість
Частина Порту Південної Луїзіани і його головний офіс розташовані у Ла-Пласі.

## ЗМІ
Кабельні та інтернет-послуги в Ла Пласі забезпечуються за рахунок резервних телекомунікацій.